# Postament

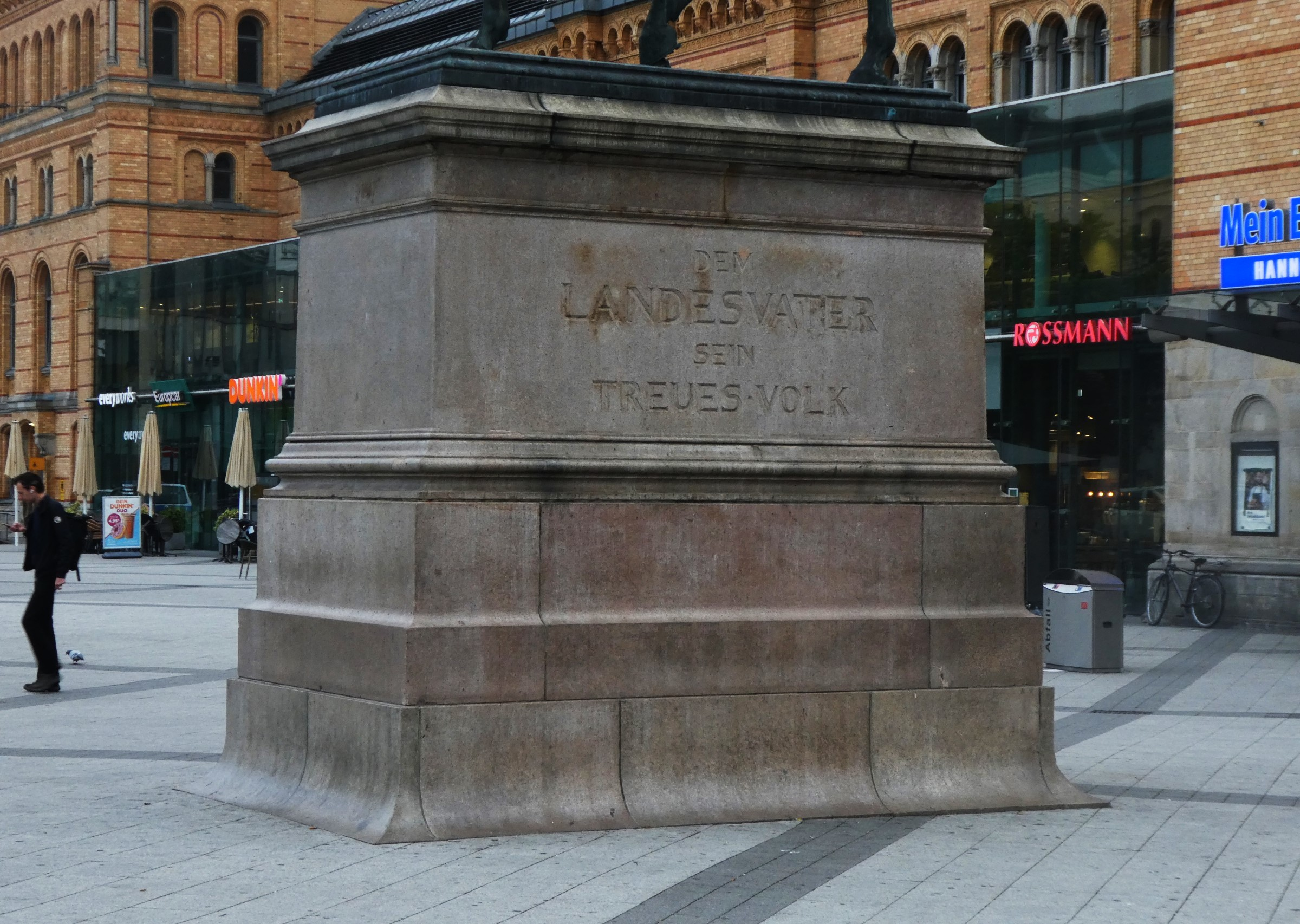
Postament des Ernst-August-Reiterdenkmals in Hannover

Das Postament (auch das Piedestal) ist in der Baukunst ein Unterbau oder Sockel vor allem von Stützgliedern und Statuen.

## Begriffe und Begriffsherkunft
Der Begriff Postament (Neutrum) entstammt der gelehrten neulateinischen Bildung postamentum, die wohl im 16. Jahrhundert in Anlehnung an das lateinische fundāmentum (vergleiche „Fundament“) entstand und sich vom italienischen posto („festgesetzter Platz“) beziehungsweise dem italienischen postare oder dem französischen poster (beide „aufstellen“; vergleiche „postieren“) ableitet.
Der Begriff Piedestal (Neutrum) stammt ab vom französischen piédestal, das selbst dem italienischen piedestallo/piedistallo (alle deutsch „Sockel“) entlehnt wurde und letztendlich zurückgeht auf lateinisch pes („Fuß“) und stallum („Sitz“; seinerseits ein Lehnwort aus dem Germanischen). Nach einer These führte die ursprüngliche eingedeutschte Form Pedestall über die Verkürzung Pedest zum Begriff „Podest“.
Gleichbedeutend zum Begriff Postament wurde im 19. und frühen 20. Jahrhundert auch der aus dem Italienischen stammende Begriff Basament verwendet, allerdings sinngemäß teilweise auch für das Fundament beziehungsweise Erd- und Sockelgeschoss eines ganzen Gebäudes.
Kleine Postamente beziehungsweise Piedestale, insbesondere zur Betonung von Giebeldreiecken als Untersatz für Vasen, Statuen und dergleichen, wurden im 18. und 19. Jahrhundert auch als Bildstuhl oder Bilderstuhl bezeichnet.

## Geschichte und Verwendung

### Postament als Sockel eines Gegenstandes
Ein Postament erhebt einen Gegenstand monumental zum Denkmal, woher die umgangssprachliche Redensart „Jemanden auf den Sockel stellen“ stammt. Das Material ist dem Zweck entsprechend in der Regel aus Naturstein und manchmal aus Bronze, jedenfalls dauerhaft. Erhobene Gegenstände sind vor allem Statuen als Denkmäler für Personen oder Ereignisse, aber auch Gedächtnis-Vasen/-Urnen, Obelisken oder andere Werke der Bildhauerkunst. Der barocke Architekturtheoretiker Johann Friedrich Penther sprach 1744 von „Statuen und anderen Bau-Zierden drauf, so zur Pracht und Ansehen oder zum Andencken aufgestellet“.
Die Gestalt des Postaments ist in der Regel quaderförmig, doch gibt es auch Postamente auf rundem oder ovalem Grundriss. Das klassische Postament ist kein einfach schmuckloser Körper, sondern dreiteilig gegliedert: Auf dem Fußprofil folgt der eigentlichen Körper des Postaments, darauf der profilierte Kranz als Deckplatte, der gleichsam den Kopf bildet. Zur Ausschmückung eines Postaments schrieb der Ästhetiker Johann Georg Sulzer 1771: „Fuß und Kranz bestehen aus mehr oder weniger Gliedern, [je] nachdem man dem Postament mehr oder weniger Zierlichkeit geben will.“
Auf dem Mittelteil des Postaments ist Platz für Inschriften zu den dargestellten Personen oder Ereigniszusammenhängen, bisweilen auch mit ergänzenden Reliefs.

Beispiele
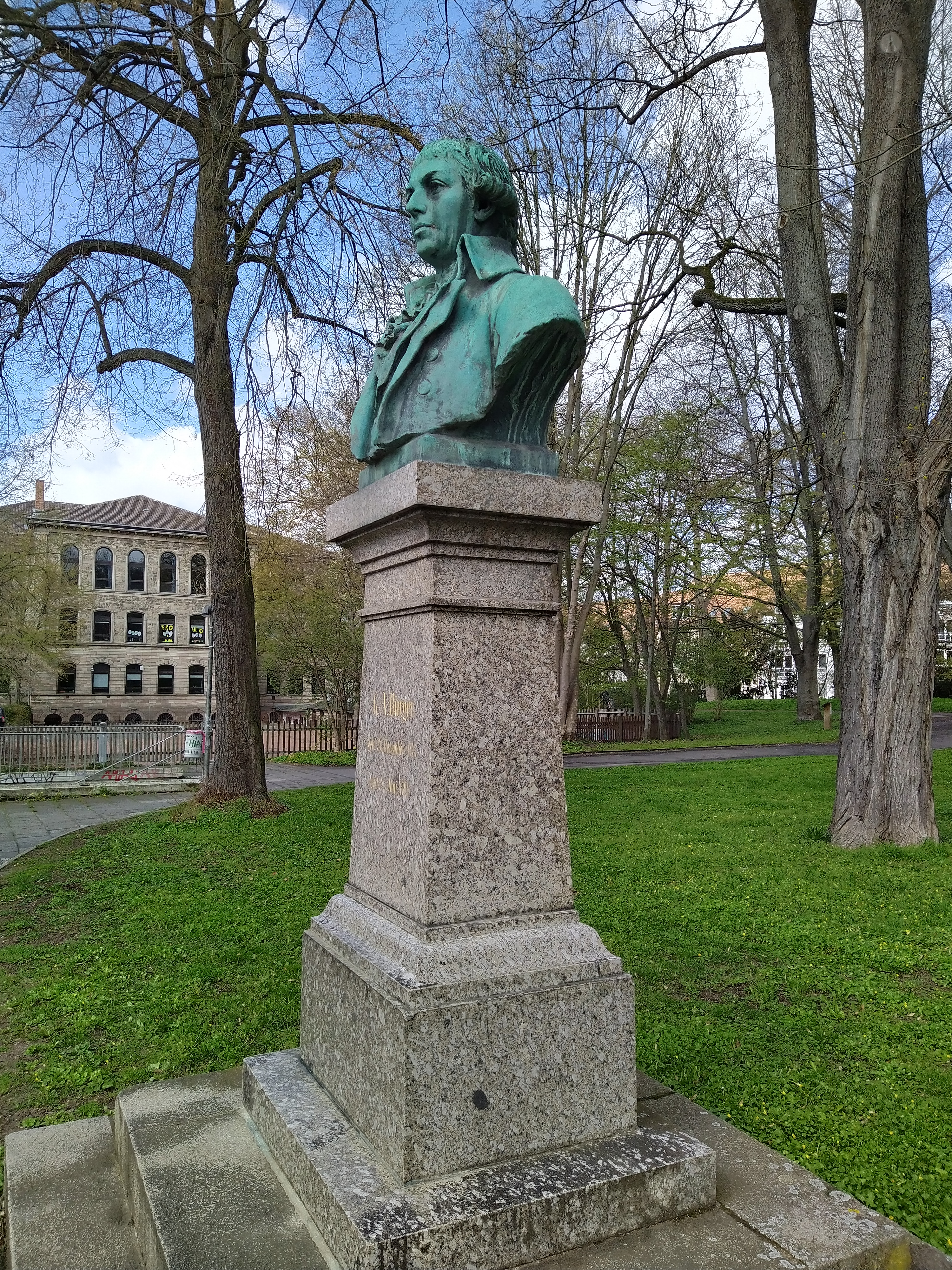
Granit-Postament für die Büste des Gottfried-August-Bürger-Denkmals in Göttingen, 1895
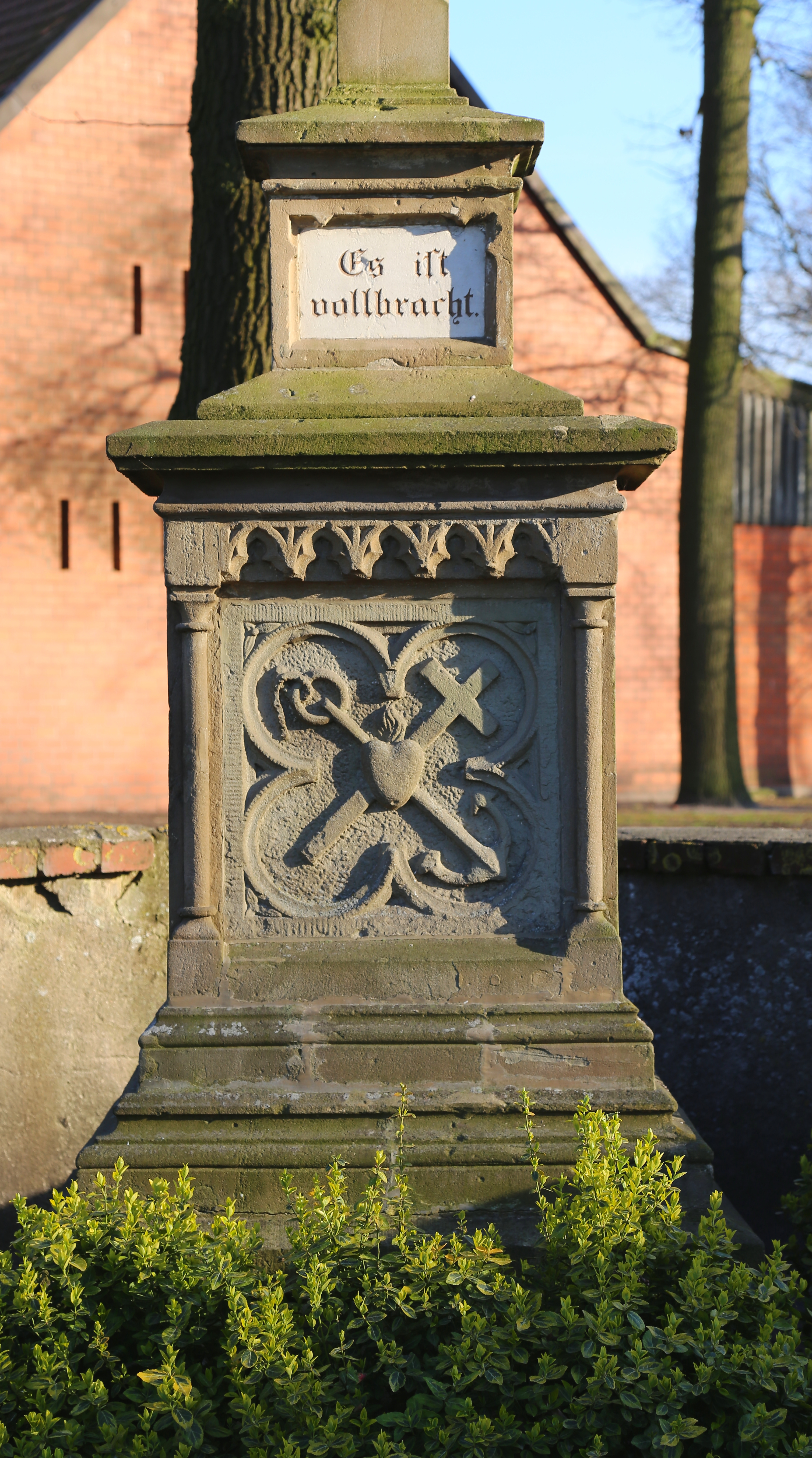
Neugotisches Sandstein-Postament eines Grabkreuzes
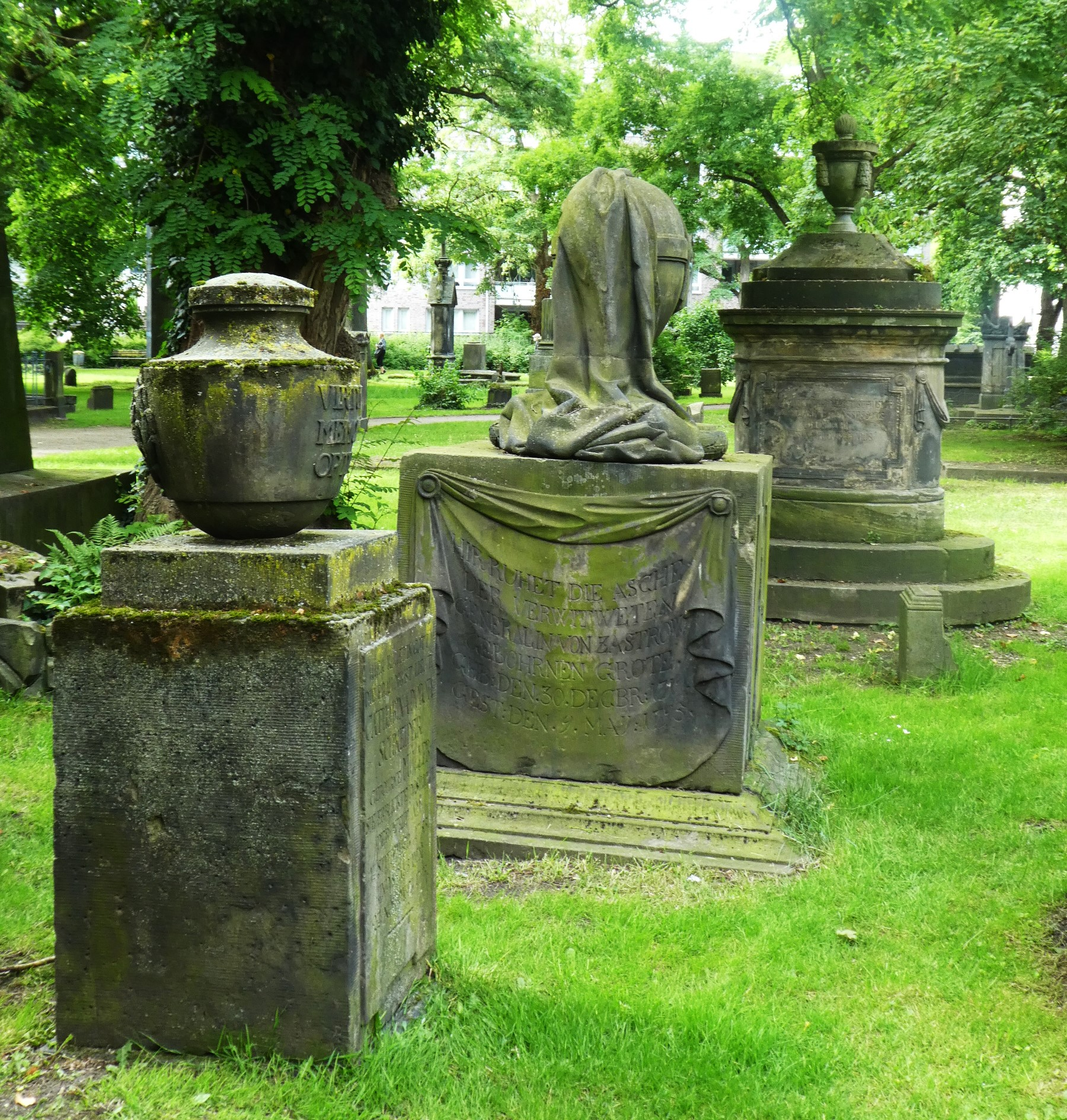
Klassizistische Postamente mit Graburnen (Gartenfriedhof Hannover)
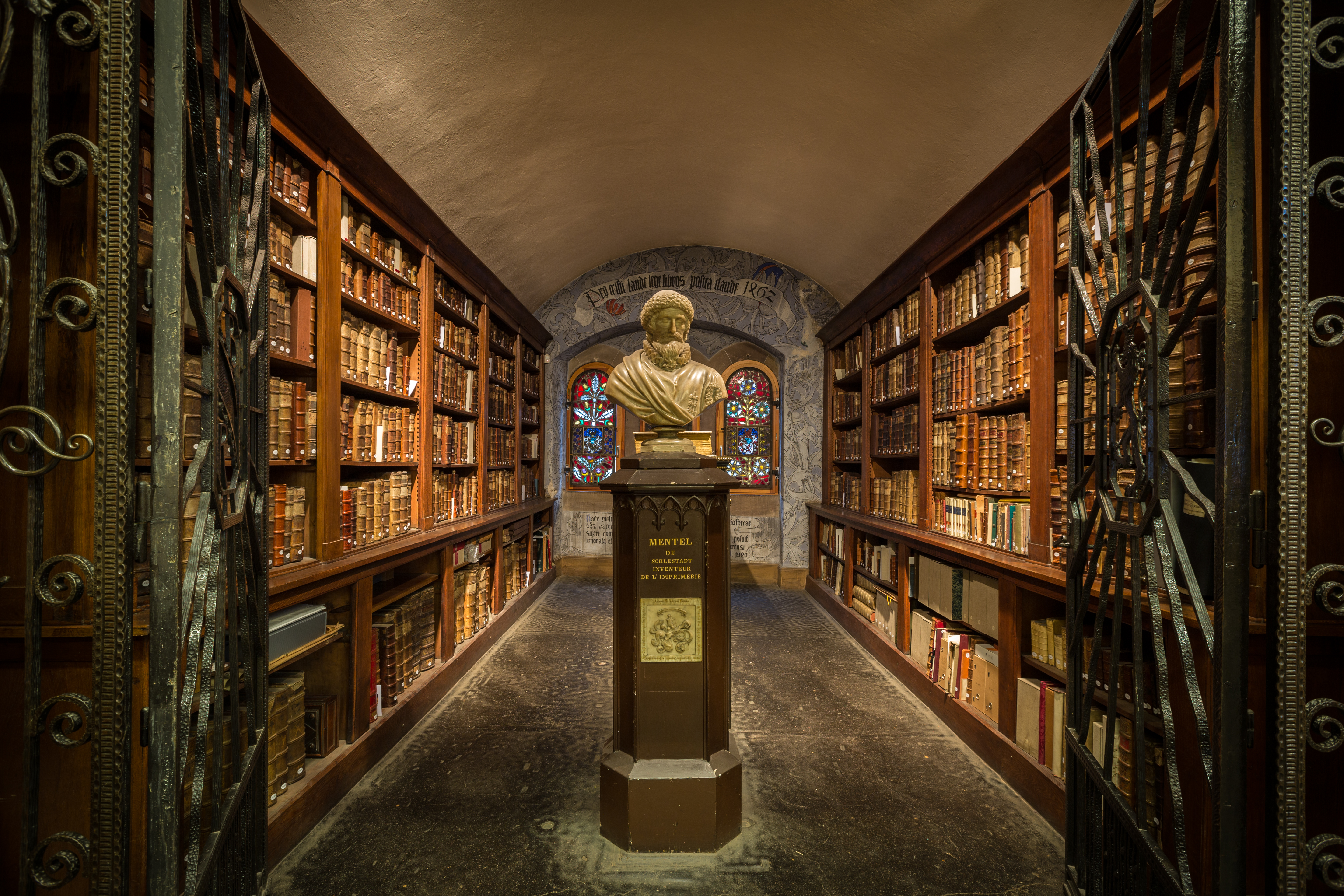
Achteckiges Postament für die Büste von Johannes Mentelin (Humanistenbibliothek in Schlettstadt)
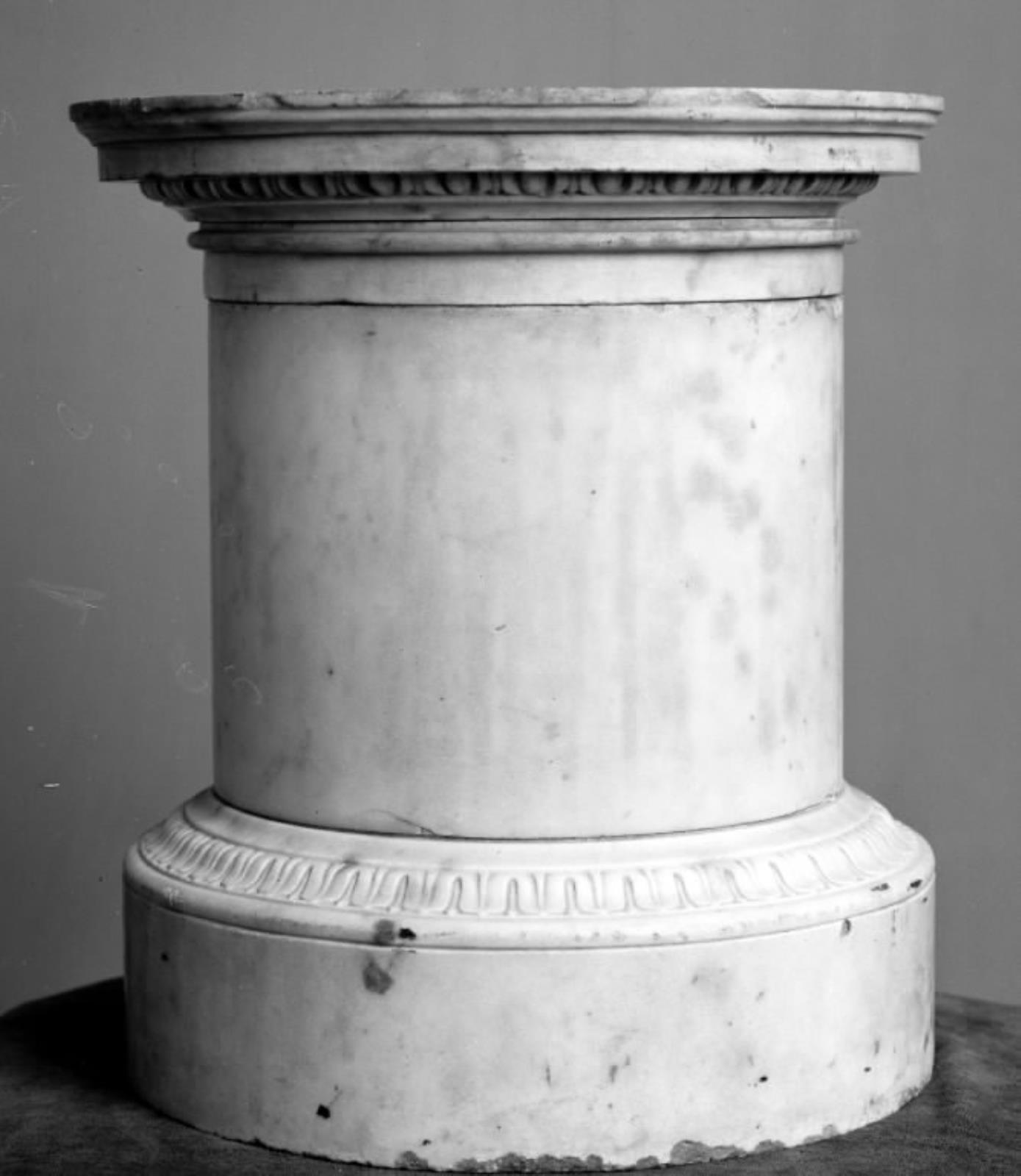
Rundes Marmor-Postament von 1761, Statens Museum for Kunst, Kopenhagen (Statue fehlt)
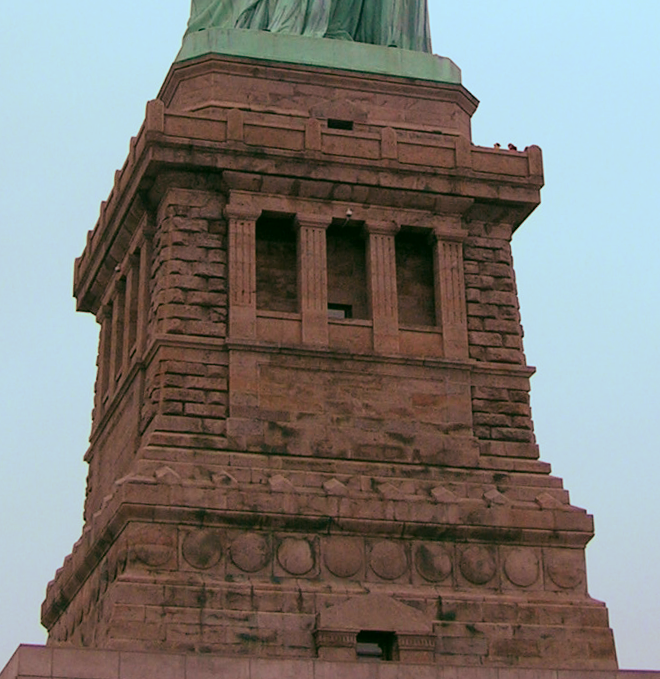
Postament der Freiheitsstatue, New York
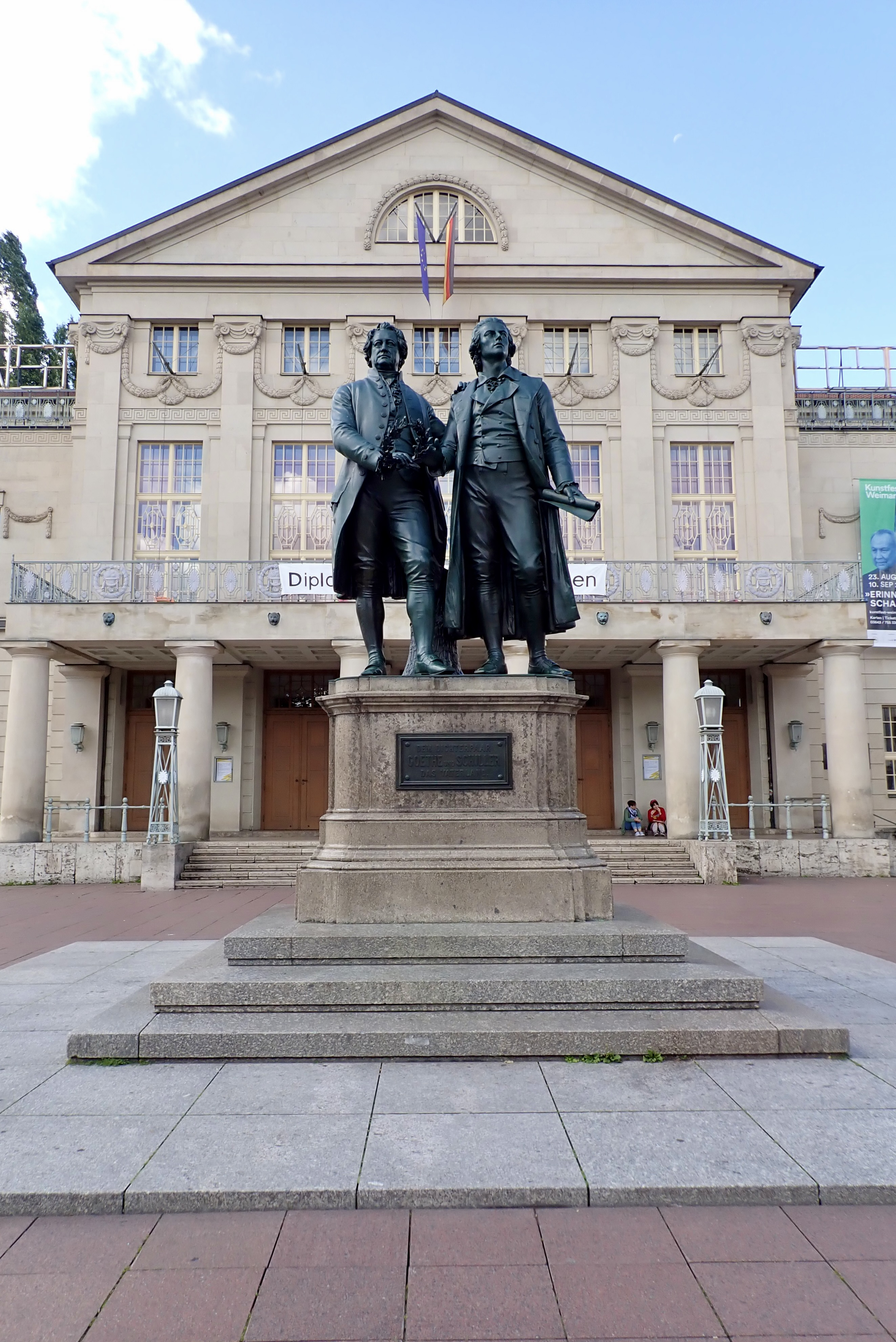
Postament des Goethe-Schiller-Denkmals in Weimar, 1856–1857
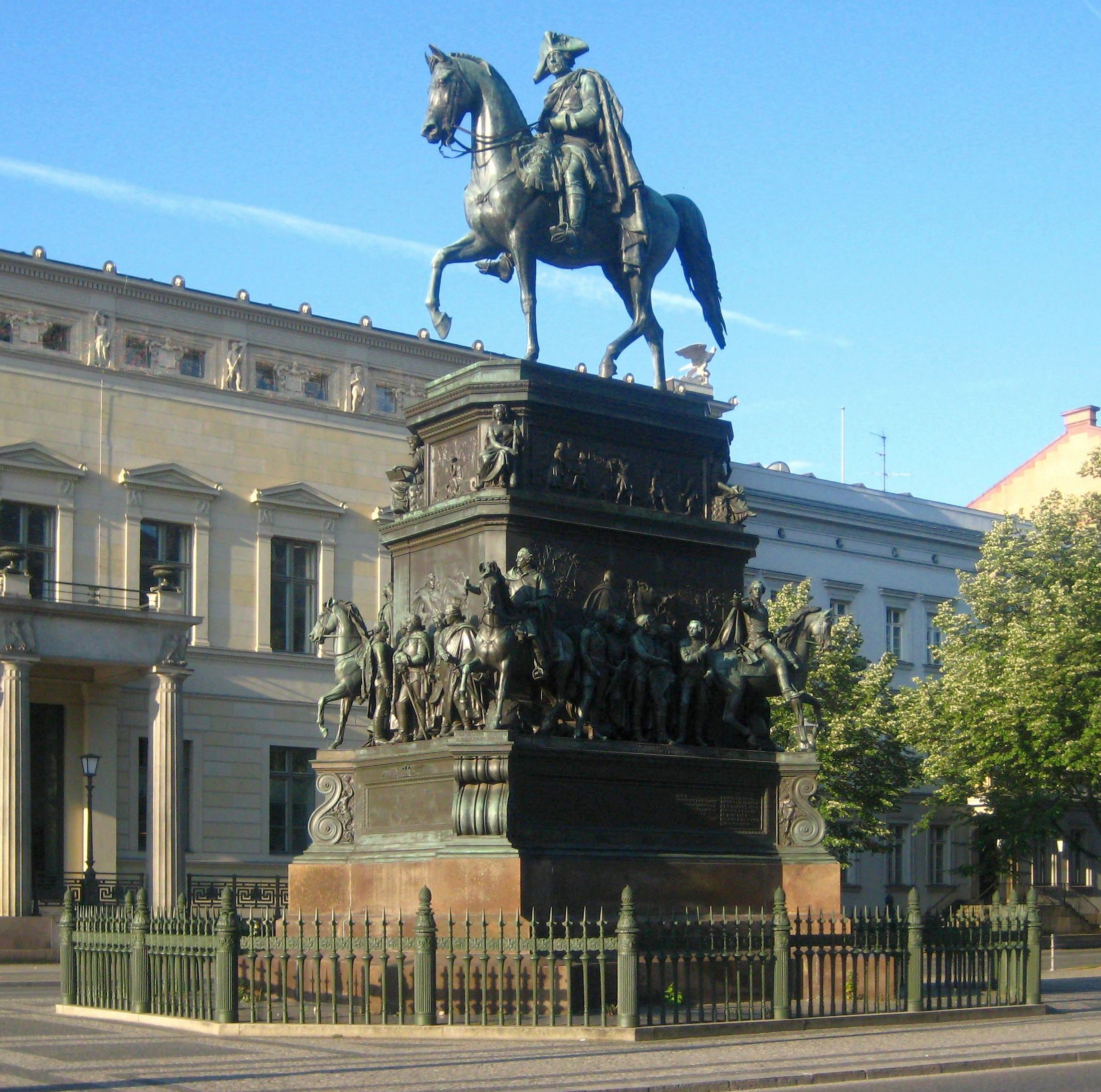
Reich verziertes, mehrstufiges Bronze-Postament des Reiterstandbilds Friedrichs des Großen, Berlin, 1839–1851
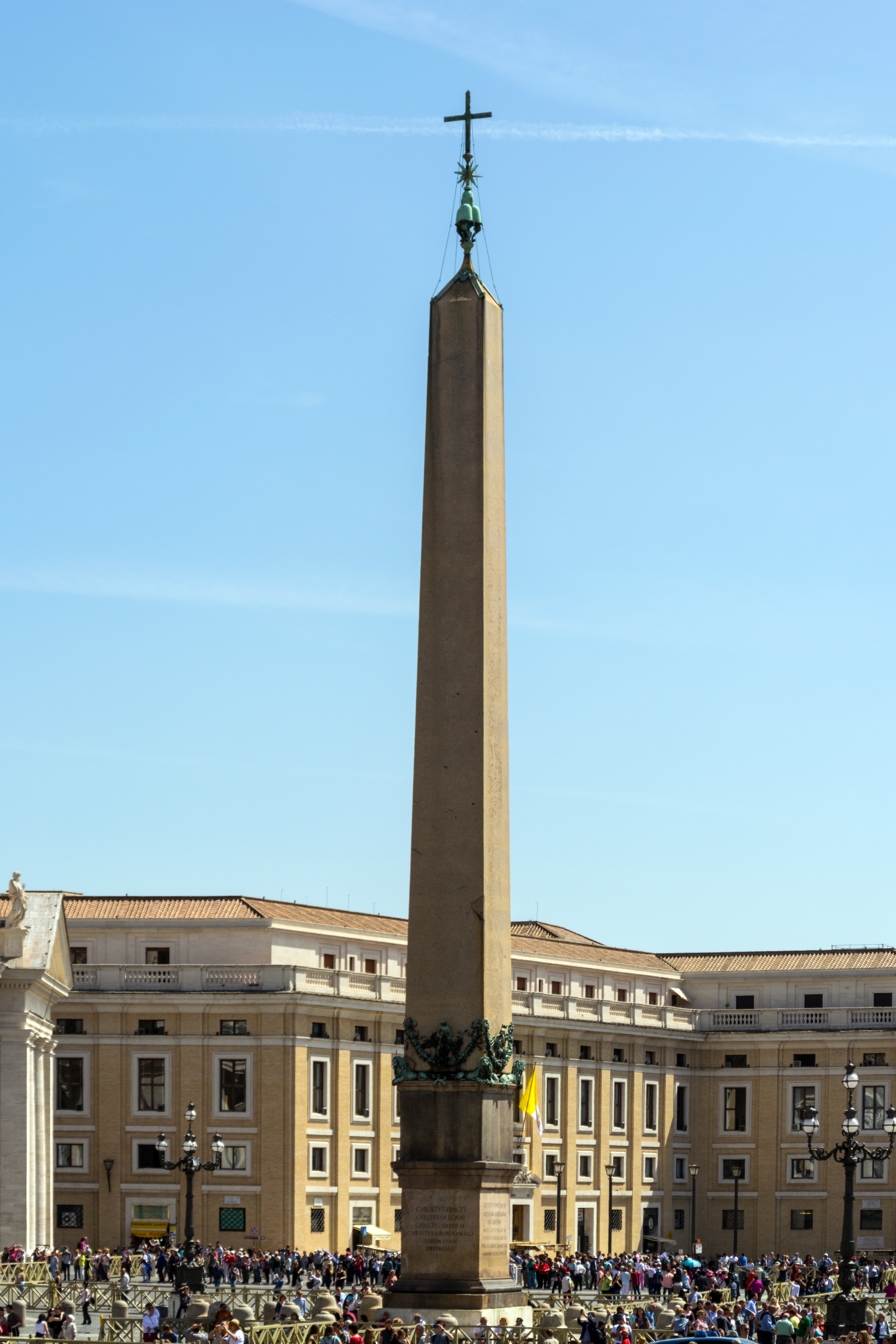
Postament des im 16. Jahrhundert in Rom wiederaufgestellten Vatikanischen Obelisken aus Ägypten
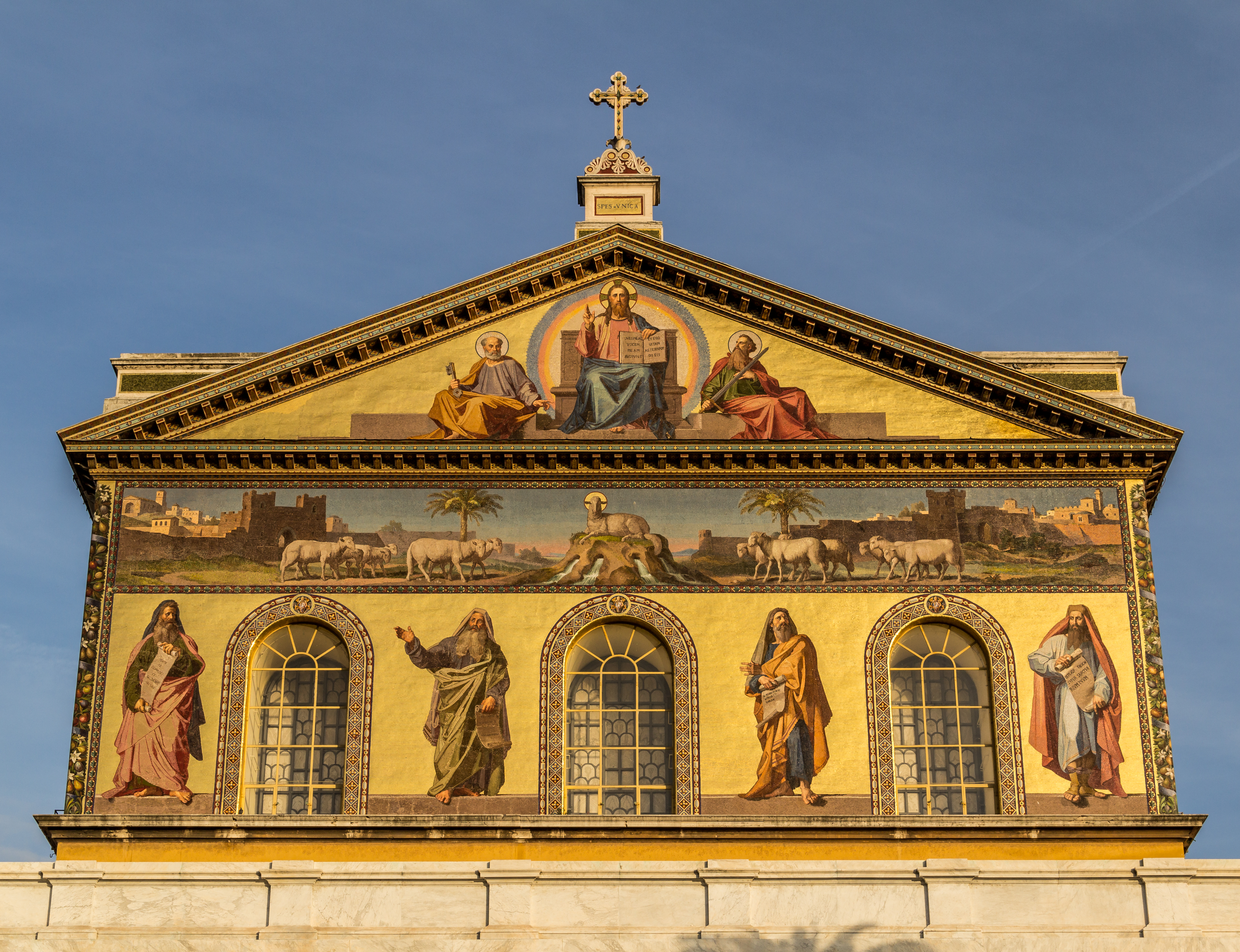
Giebeldreieck mit drei Postamenten bzw. Bilderstühlen (Sankt Paul vor den Mauern, Rom)
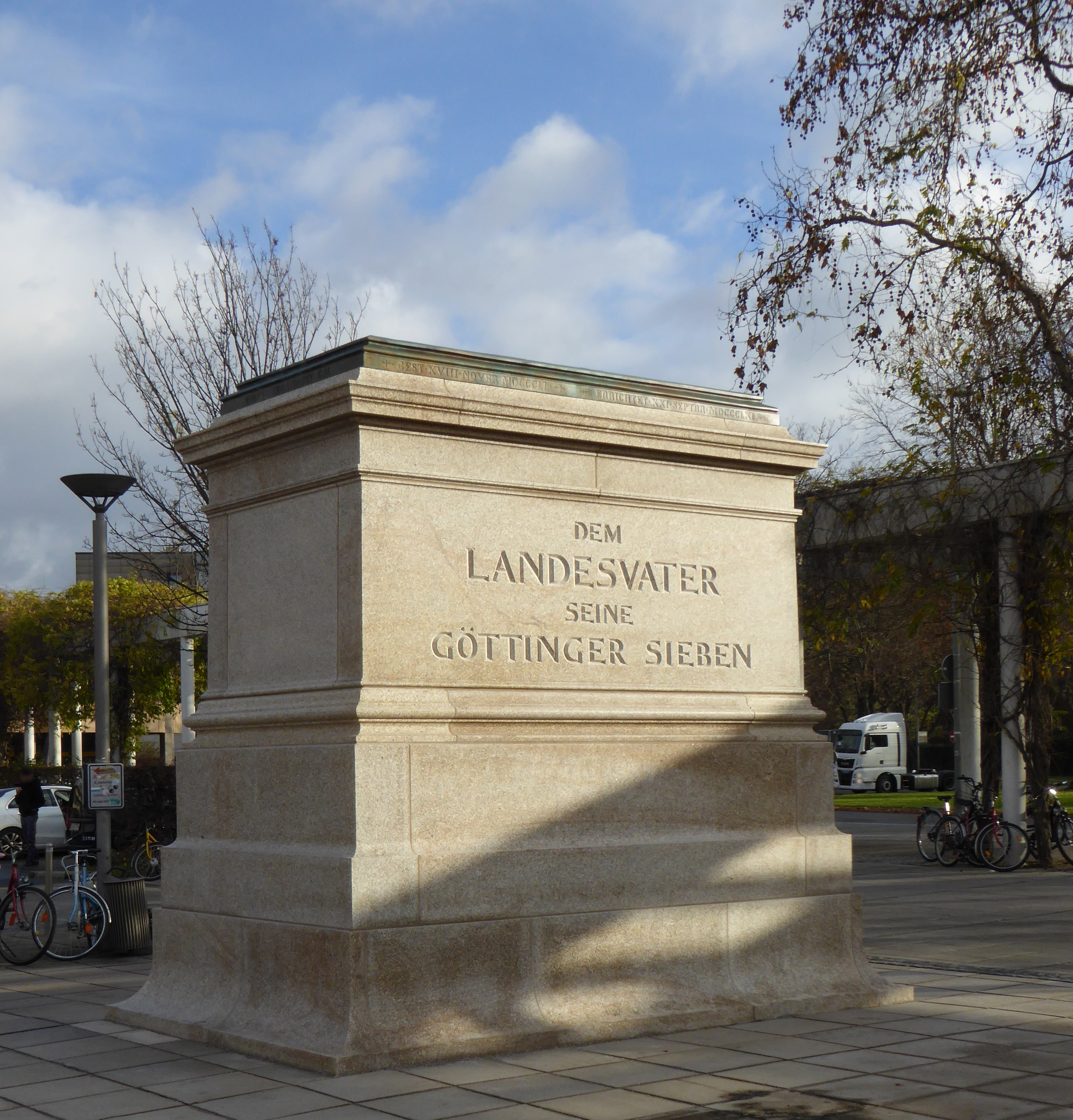
Postament ohne Aufsatz als ironisches Kunstwerk von 2015 (Dem Landesvater seine Göttinger Sieben, Göttingen)

### Postament als Sockel einer Säule oder Stütze
Die griechischen und vorgriechischen Säulen besaßen keinen besonderen Untersatz; erst in der römischen Architektur wurden die Säulen auf Postamente gesetzt, ein Gebrauch, der sich bis in die Zeit des Historismus erhielt. Üblicherweise besteht das Säulenpostament aus einem quaderförmigen Körper, unten mit einem Fußgesims, oben mit einem bekrönenden Glied. Die Detailformen richten sich nach den einzelnen Stilarten, die Gegenstand gelehrter architekturtheoretischer Traktate waren.

Säulenpostamente in Architekturtraktaten
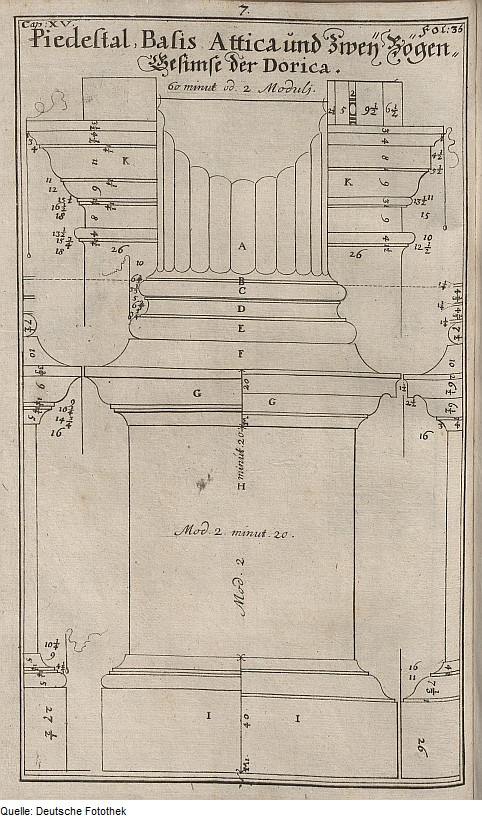
Dorische Ordnung nach Palladio, übertragen von Georg Andreas Böckler, 1698
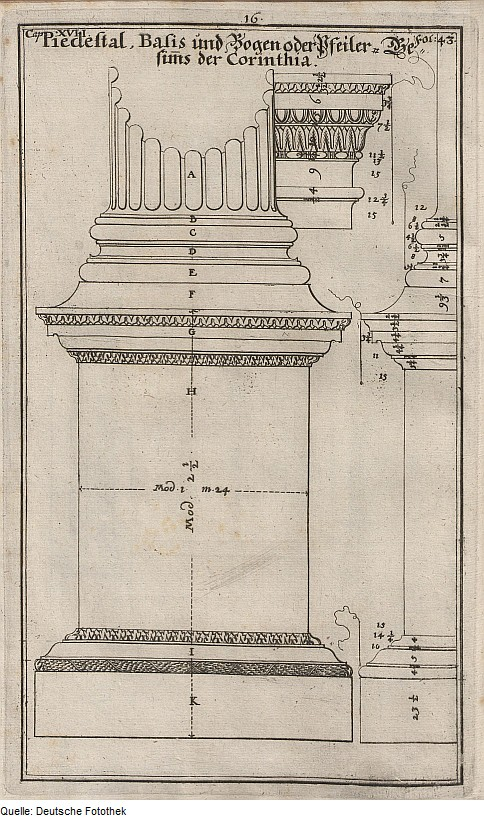
Korinthische Ordnung nach Palladio, übertragen von Georg Andreas Böckler, 1698
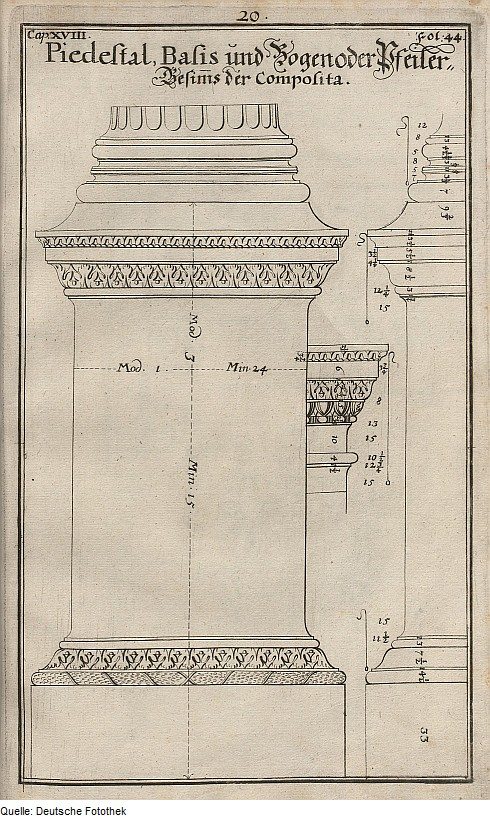
Kompositordnung nach Palladio, übertragen von Georg Andreas Böckler, 1698
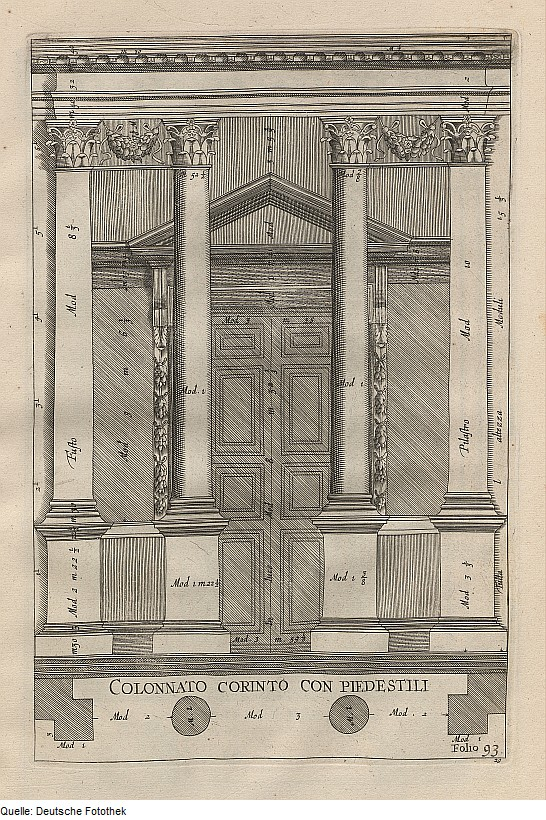
Pfeiler und Säulen einer Kolonnade auf Postamenten (Vincenzo Scamozzi & Joachim Schaum, 1665)

Beispiele
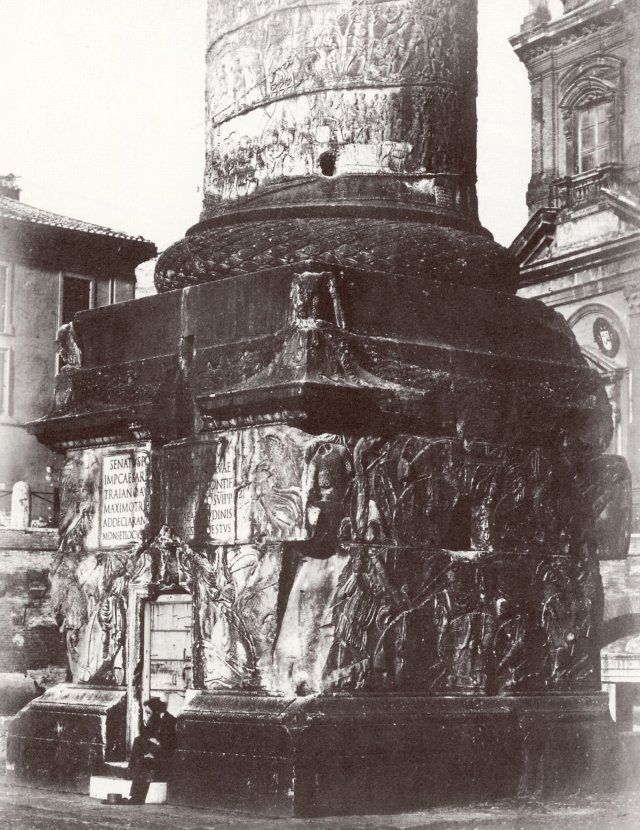
Postament der antiken Trajanssäule in Rom, mit Eingang zum Treppenaufgang (historische Fotografie, um 1860)
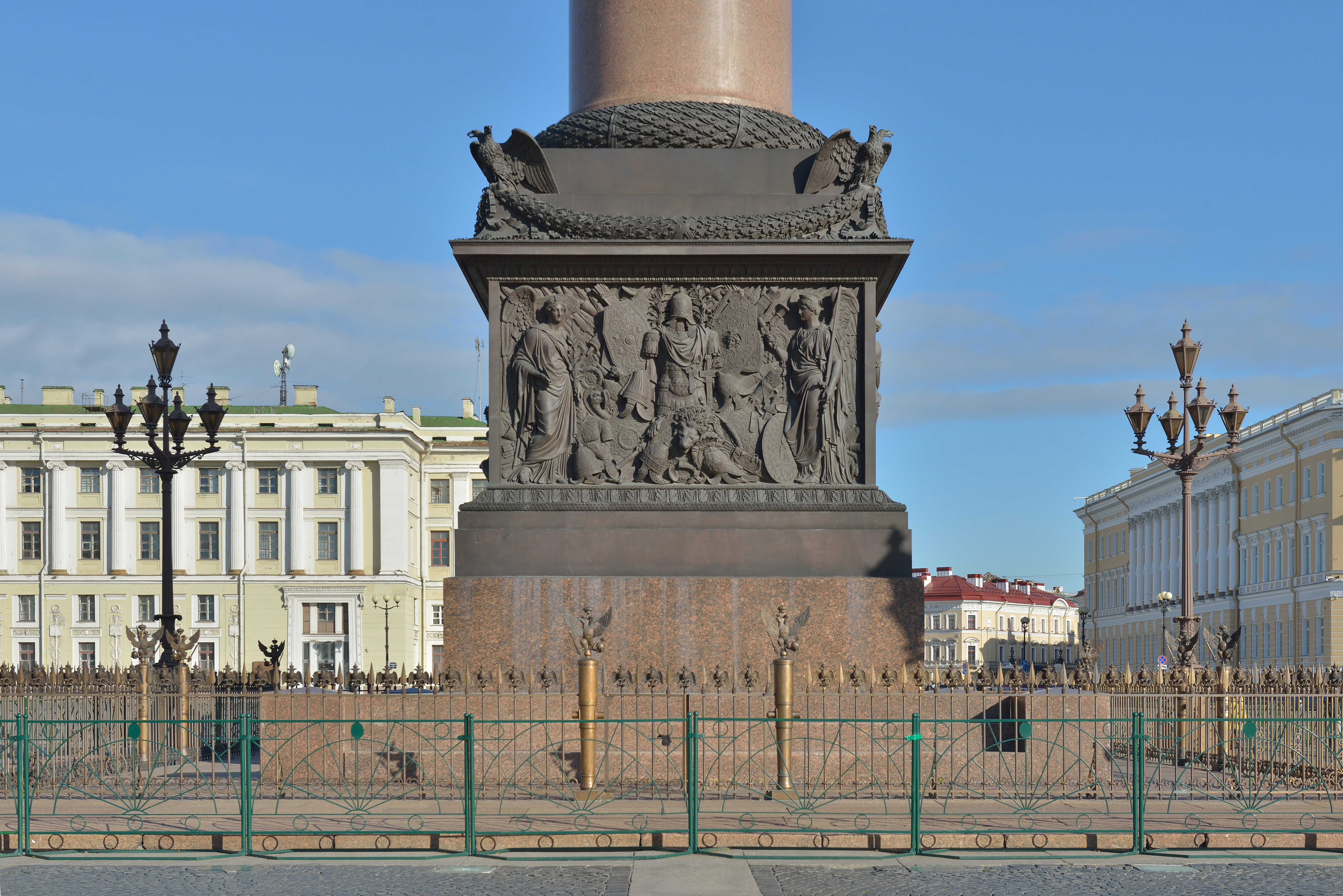
Mit Reliefs geschmücktes Bronze-Postament der Alexandersäule in St. Petersburg, 1834
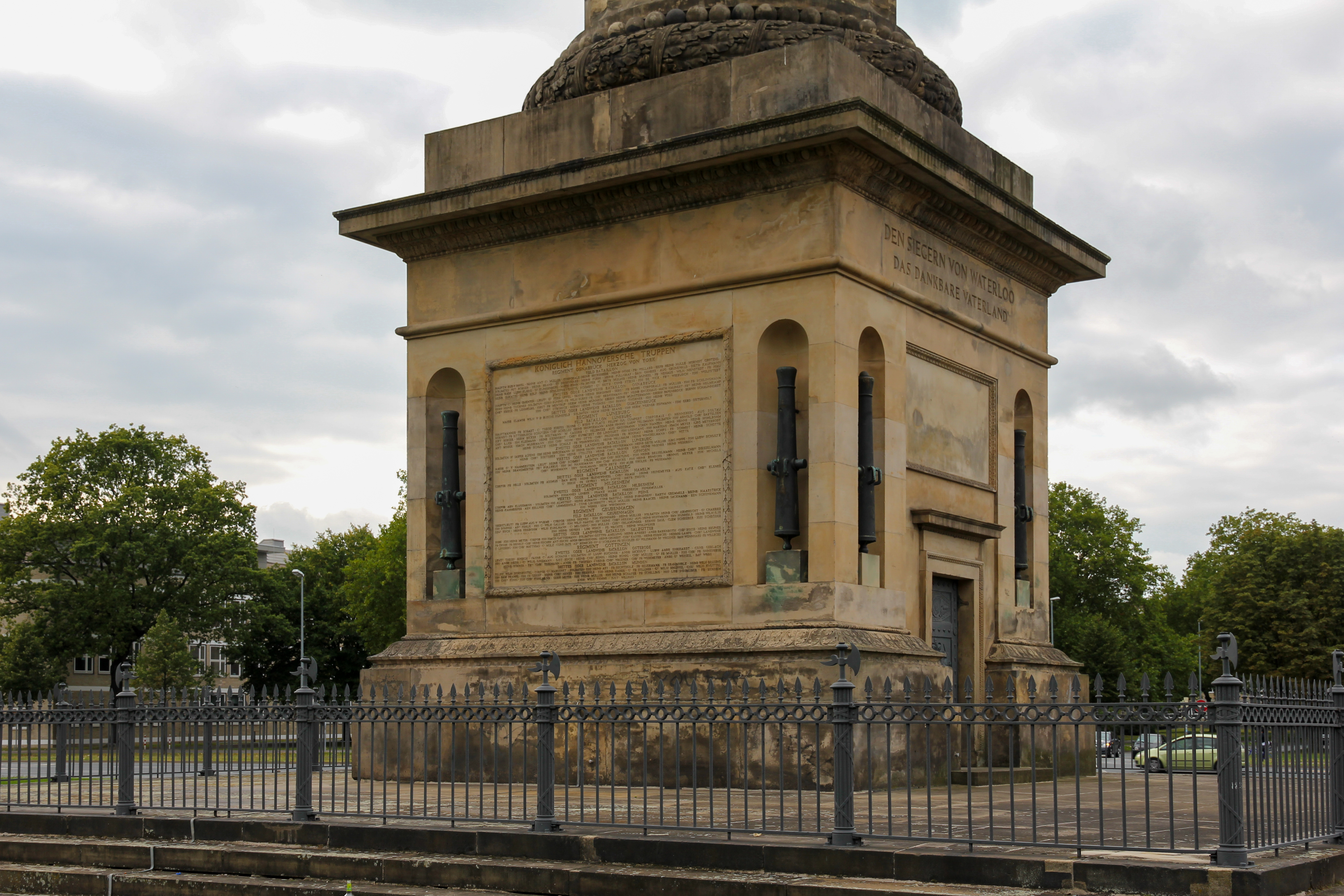
Postament der Waterloosäule Hannover mit Inschriften und Kanonenrohr-Trophäen (1825–1832)
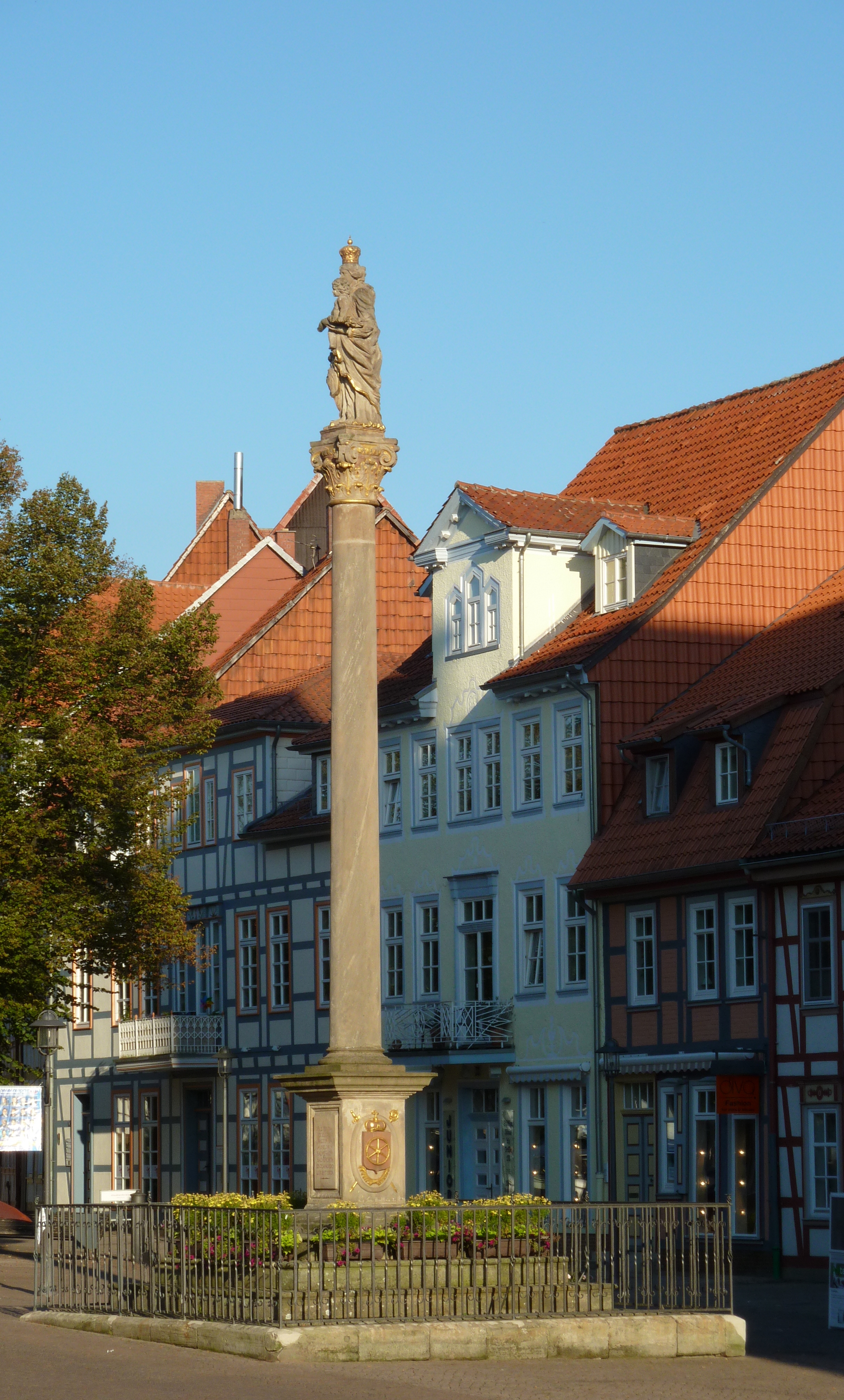
Postament der Mariensäule in Duderstadt, 1711
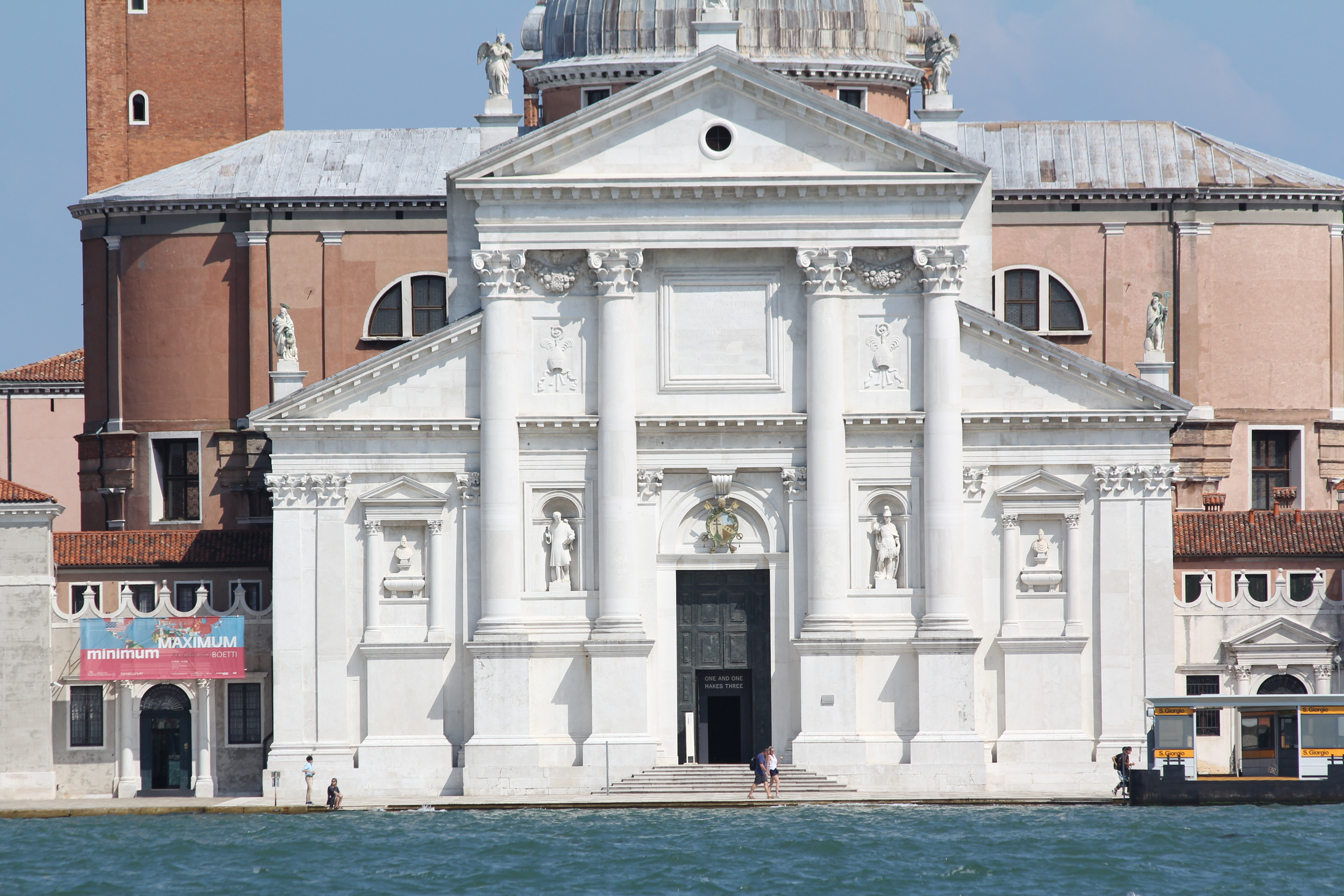
Halbsäulen-Postamente an der Fassade von San Giorgio Maggiore in Venedig, 16. Jahrhundert
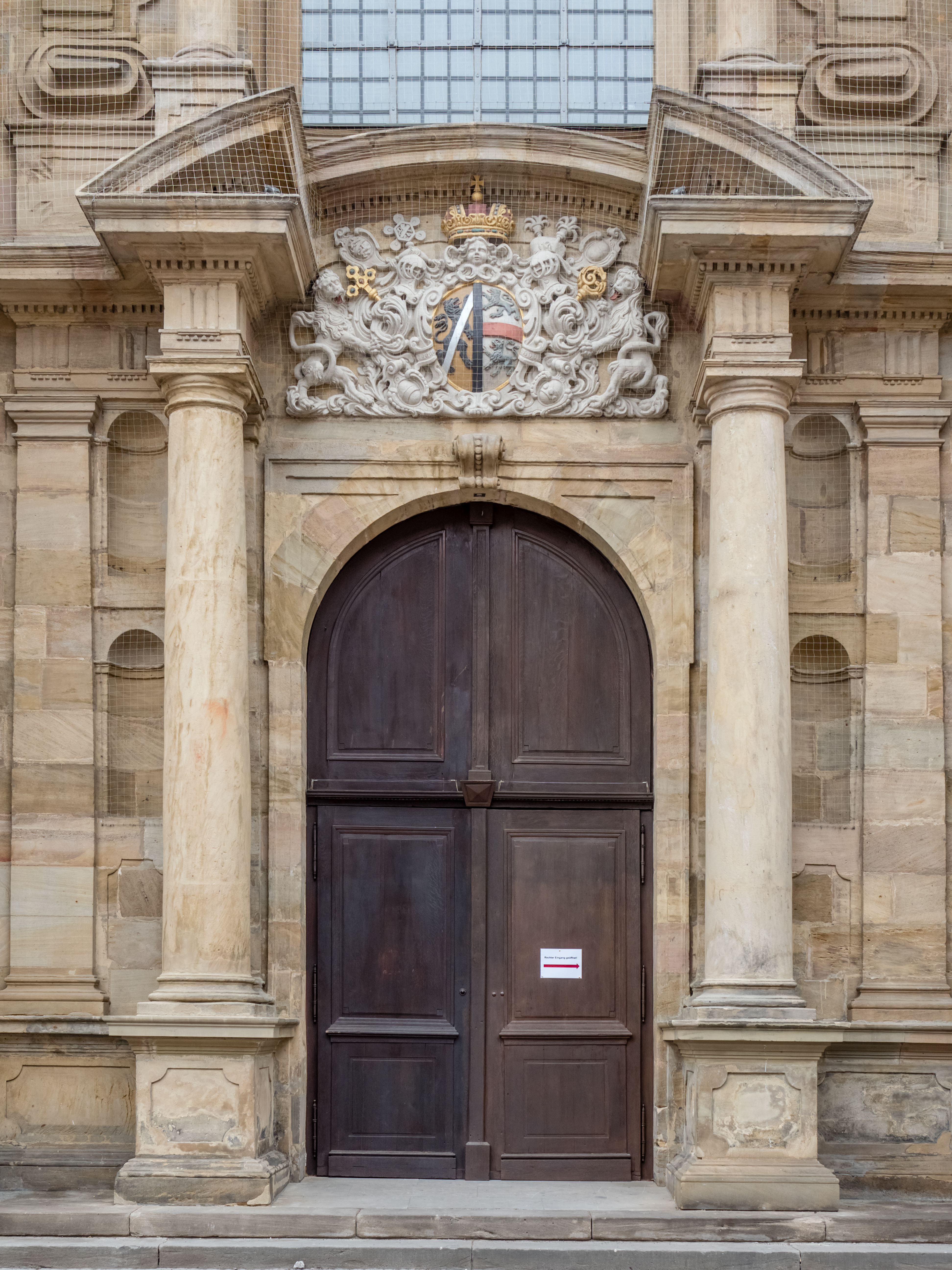
Portal-Säulen auf würfelförmigen Sandstein-Postamenten (St. Martin, Bamberg, 1686–1693)
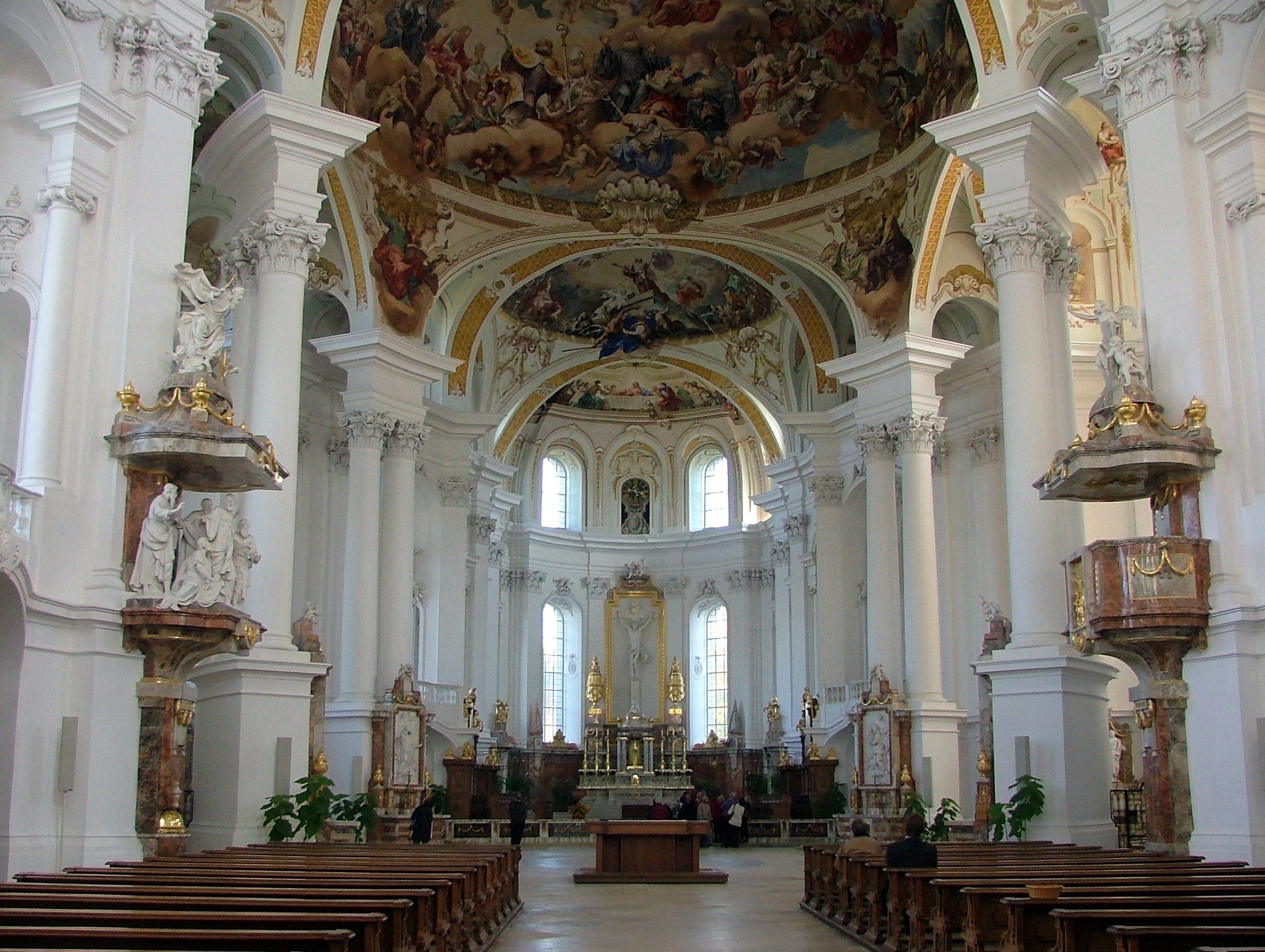
Doppelsäulen auf Postamenten (Vierung der Abteikirche Neresheim, ab 1750)
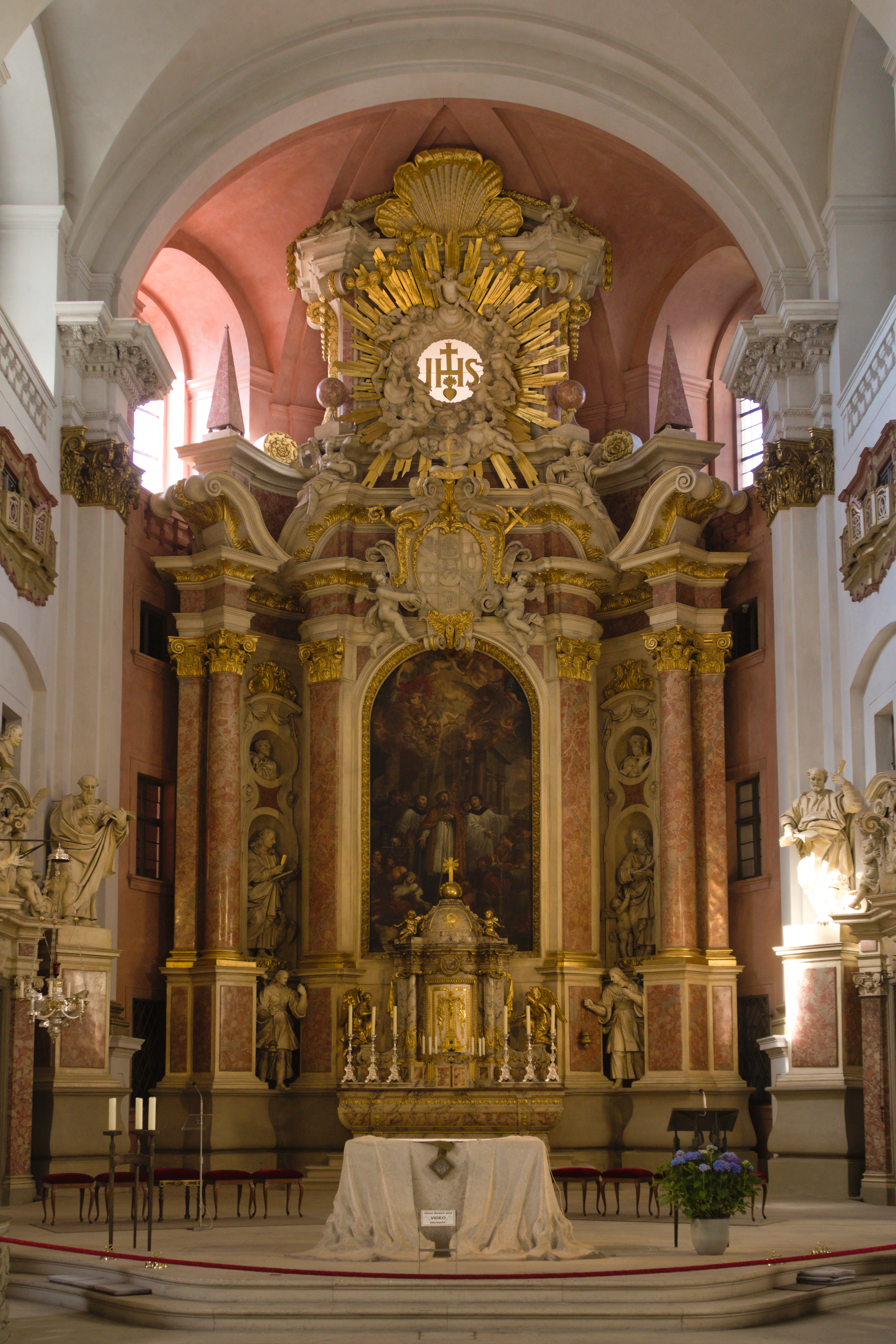
Altar-Säulen auf Postamenten (St. Martin, Bamberg)